# Bieniew
Bieniew [ˈbjɛɲɛf] est un village polonais de la gmina de Iłów dans le powiat de Sochaczew et dans la voïvodie de Mazovie.